# عالم كولجيتش
عالم كولجيتش (بالألمانية: Alem Koljic)‏ هو لاعب كرة قدم ألماني في مركز الدفاع، ولد في 16 فبراير 1999 في ديرنبآخ في ألمانيا. لعب مع فورتونا كولن.

## وصلات خارجية
- عالم كولجيتش على موقع قاعدة بيانات كرة القدم.إي يو (الإنجليزية)
- عالم كولجيتش على موقع Soccerway.com (الإنجليزية)
- عالم كولجيتش على موقع عالم كرة القدم.نت (الإنجليزية)